# Zonosaurus
Genre
Zonosaurus est un genre de sauriens de la famille des Gerrhosauridae.

## Répartition
Les espèces de ce genre se rencontrent à Madagascar et aux Seychelles.

## Description
Ce sont des sauriens ovipares. Elles mesurent entre 20 et 50 cm sans la queue et 70 avec.

## Liste des espèces
Selon The Reptile Database (9 novembre 2012) :
- Zonosaurus aeneus (Grandidier, 1872)
- Zonosaurus anelanelany Raselimanana, Raxworthy & Nussbaum, 2000
- Zonosaurus bemaraha Raselimanana, Raxworthy & Nussbaum, 2000
- Zonosaurus boettgeri Steindachner, 1891
- Zonosaurus brygooi Lang & Böhme, 1990
- Zonosaurus haraldmeieri Brygoo & Böhme, 1985
- Zonosaurus karsteni (Grandidier, 1869)
- Zonosaurus laticaudatus (Grandidier, 1869)
- Zonosaurus madagascariensis (Gray, 1831)
- Zonosaurus maramaintso Raselimanana, Nussbaum & Raxworthy, 2006
- Zonosaurus maximus Boulenger, 1896
- Zonosaurus ornatus (Gray, 1831)
- Zonosaurus quadrilineatus (Grandidier, 1867)
- Zonosaurus rufipes (Boettger, 1881)
- Zonosaurus subunicolor (Boettger, 1881)
- Zonosaurus trilineatus Angel, 1939
- Zonosaurus tsingy Raselimanana, Raxworthy & Nussbaum, 2000

## Publication originale
- Boulenger, 1887 : Catalogue of the Lizards in the British Museum (Nat. Hist.) III. Lacertidae, Gerrhosauridae, Scincidae, Anelytropsidae, Dibamidae, Chamaeleontidae. London, p. 1-575 (texte intégral).